# Stefan Olsdal
Stefan Olsdal (pe numele întreg Stefan Alexander Bo Olsdal) este basistul trupei Placebo și, din 2005, parte a proiectului electronic Hotel Persona. Este născut pe 31 martie 1974, în Suedia, la Göteborg.

## Copilăria și adolescența
Stefan și-a petrecut primii ani ai copilăriei în Suedia, mutându-se ulterior cu părinții săi în Luxemburg, unde a urmat The American International School of Luxembourg, locul unde avea să îl întâlnească pentru prima dată pe viitorul coleg de trupă, Brian Molko. Nu aveau să își vorbească, întrucât pe vremea aceea nu păreau a avea prea multe în comun, Olsdal fiind vedetă în echipa de baschet a școlii, în timp ce Molko era un individ introvertit și considerat drept un ciudat de majoritatea colegilor de școală.
Cariera muzicală a lui Olsdal a început în anul 1987, atunci când s-a alăturat ca toboșar orchestrei școlii; în curând însă avea să își schimbe opțiunea, alegând să învețe chitara bas, din cauză că își dorea să fie în fața orchestrei, nu în spate. Referitor la asta, Olsdal își amintește: „Așa că am trecut la bas și am exersat la asta în același timp în care învățam să cânt la pian. Prima chitară bas cumpărată a fost un Fender Precision, din cauza lui Steve Harris de la Iron Maiden, care avea unul la fel.”
Avea să își termine liceul în Suedia, acolo unde avea să îl întâlnească pe Robert Schultzberg, și apoi să se mute cu părinții la Londra, unde a urmat Institutul Muzicienilor.

## Cariera
În 1994, l-a reîntâlnit pe Molko, cu totul accidental, în stația de metrou londoneză South Kensington. În seara aceea, Molko urma să cânte într-un bar împreună cu un prieten de-al său, Steve Hewitt, și l-a invitat pe Olsdal să vină să îi asculte. Mai mult din politețe, acesta a acceptat. Ulterior, impresionat de prestația lui Molko, Olsdal avea să îi propună să formeze o trupă. La primele demo-uri, Molko și Olsdal au fost ajutați de Hewitt; acesta însă făcea parte din altă trupă, Breed, astfel încât Placebo au fost nevoiți să își găsească un membru permanent. L-au găsit în persoana lui Robert Schultzberg, fostul coleg de școală al lui Olsdal. Astfel, deși Hewitt era cel preferat, în momentul semnării contractului cu Caroline Records, componența era Molko-Olsdal-Schultzberg. În această formulă, trupa avea să înregistreze albumul de debut. La sfârșitul anului 1996 însă, Schultzberg avea să plece din formație, din cauza tensiunilor existente între el și Molko, determinând revenirea lui Steve Hewitt.
Alături de colegii săi de la Placebo, Olsdal a apărut în Velvet Goldmine, un film din 1998 despre perioada glam a anilor '70. În acest film, el apare preț de câteva secunde drept basistul trupei ficționale Polly Small's Band, interpretând piesa „Personality Crisis”.
Cu Hewitt la tobe, Placebo au scos alte patru albume de studio, o colecție de single-uri, un DVD și un EP. La sfârșitul anului 2007 însă, Hewitt avea să părăsească și el trupa, invocând „neînțelegeri de ordin personal și muzical”; el avea să fie înlocuit ulterior de Steve Forrest.
Prima chitară electrică a lui Olsdal a fost botezată de către el „Banana”, din cauză că era galbenă. În afară de bas, Olsdal mai știe să cânte și la claviatură, chitară și xilofon.

## Hotel Persona
Proiectul Hotel Persona a început în 2005, atunci când Olsdal și David Amen au început să mixeze la petrecerile prietenilor; la scurt timp după, Javier Solo a fost recrutat pentru a cânta versurile în spaniolă, în timp ce Olsdal interpretează părțile în engleză. Olsdal și Amen au mixat sub numele de Hotel Persona în orașe precum Milano, Paris, Londra, Barcelona și Rio. Au efectuat remixuri pentru diverse trupe, cum ar fi Queens of the Stone Age, Placebo și She Wants Revenge.
În mai, trupa și-a lansat albumul de debut, „En Las Nubes”, care a fost urmat la sfârșitul lunii iunie de versiunea în limba engleză, „In The Clouds”. Pe acest album, Hotel Persona beneficiază de colaborări cu Brian Molko, Samantha Fox, Miguel Bosé și Alaska.

## Alte proiecte
- Stefan & Family – „Beep Beep”
- Hotel Persona – En Las Nubes / In The Clouds
  - „Apocalipsis” / „Apocalypse”
  - „+ amor” / „Fight For Love” (feat. Alaska)
  - „Quiero Volar” / „To The Light”
  - „El Mar” / „The Sea”
  - „Modern Kids” (feat. Brian Molko)
  - „Addicted”
  - „Fantastica” / „The Fantastic One”
  - „Touch Me” (feat. Samantha Fox)
  - „Cada Dia” (feat. Miguel Bos)
  - „Lullaby For Evan”
- She Wants Revenge – „Tear You Apart” (Hotel Persona Remix)
- Placebo – „I Do” (Material Mix – Hotel Persona)
- Placebo – „Infra Red” (Red Mix – Hotel Persona)